# Luigi Settembrini

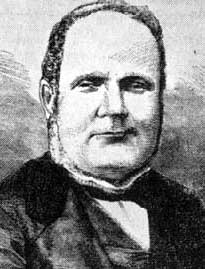
Luigi Settembrini

Luigi Settembrini (* 17. April 1813 in Neapel; † 3. November 1877 ebenda) war ein italienischer Schriftsteller und Politiker.

## Leben
Settembrini wuchs in einer liberalen Familie in Caserta im damaligen Königreich beider Sizilien auf, wo er auch die Schule besuchte. Ab 1828 studierte er in Neapel Rechtswissenschaften. 1835 wurde er Lehrer für Rhetorik an einem humanistischen Lyzeum in Catanzaro. Etwa zur gleichen Zeit schloss er sich der liberalen Bewegung Giuseppe Mazzinis an. 1839 musste er wegen seiner Aktionen gegen die herrschenden Bourbonen drei Jahre ins Gefängnis. Da ihm seine Lehramtsstellung aberkannt worden war, hielt er sich danach mit Privatunterricht über Wasser und arbeitete im Untergrund weiterhin gegen den rückständigen Absolutismus der Bourbonen und für die Einigung Italiens. Nachdem er ein anonymes Protesttraktat gegen das Königshaus veröffentlicht hatte, musste er 1847 nach Malta fliehen. Als ein Jahr später eine oktroyierte Verfassung in Kraft trat, kehrte er nach Neapel zurück und arbeitete kurze Zeit im Unterrichtsministerium. Nach der Beseitigung der neuen Demokratie wurde er und einige andere Liberale in einem offenkundig unfairen Prozess zum Tode verurteilt. Das Urteil wandelte man in eine lebenslange Freiheitsstrafe um. Settembrini blieb insgesamt acht Jahre im Gefängnis auf der Insel Santo Stefano.
Nach seiner Freilassung ging er kurz nach England ins Exil. 1860 kehrte er nach Italien zurück und lebte bei seiner Familie in Florenz. Nach der Einigung Italiens wurde er Professor für italienische Literatur an der Universität Neapel und betätigte sich als Schriftsteller. In seinem Hauptwerk Lezioni di letteratura italiana erklärte er die italienische Literatur zur Seele der neuen Nation.
1873 ernannte der König Luigi Settembrini zum Senator auf Lebenszeit, außerdem war er Mitglied des Ritterordens der hl. Mauritius und Lazarus.
Settembrini war Meister vom Stuhl einer Freimaurerloge. In Thomas Manns Roman Der Zauberberg trägt eine zentrale, als Freimaurer identifizierte Figur den Namen „Lodovico Settembrini“.

## Werke
- Lezioni di letteratura italiana (3 Bände).